# KSEG

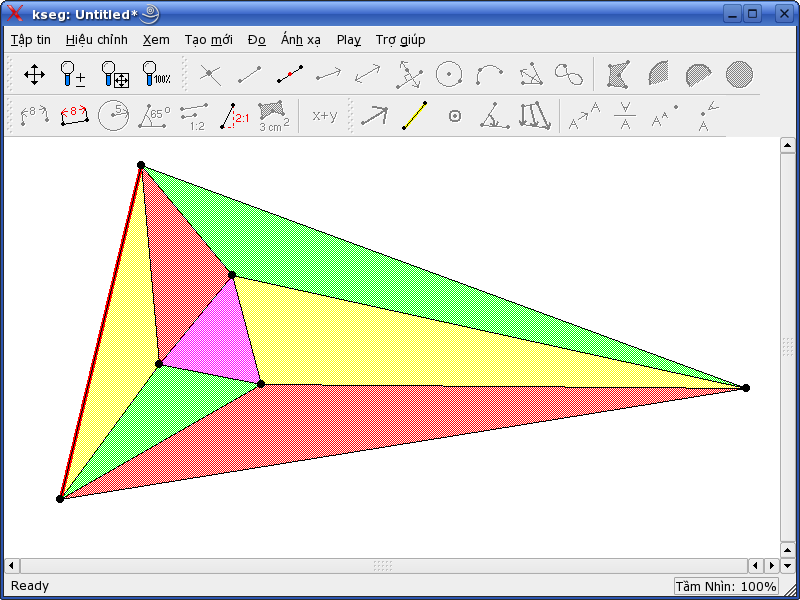
Ảnh chụp hình màn của giao diện KSEG tiếng Việt

KSEG là một phần mềm tương tác hình học miễn phí cho việc tìm hiểu hình học Ơclit. Được viết bởi Ilya Baran. KSEG chạy trên nền tảng Unix, KSEG có thể biên dịch trên Mac OS X và bất kỳ nền tảng nào hỗ trợ Qt, KSEG cũng có thể đem sang Microsoft Windows để sử dụng.
KSEG là công cụ thiết kế để dễ dàng cho người dùng hình dung các đặc tính động của phép dựng hình bằng thước-và-compa và cho phép tìm hiểu hình học nhanh nhất và đơn giản nhất có thể. KSEG lấy cảm hứng từ chương trình Geometer's Sketchpad, nhưng lại vượt xa những chức năng mà Sketchpad cung cấp. KSEG có thể sử dụng trong lớp học, cho cá nhân tìm hiểu về hình học, hoặc để tạo các hình chất lượng cao cho LaTeX.